# Кривинський парк
Кривинський парк (Парк Германа) — парк-пам'ятка садово-паркового мистецтва місцевого значення в Україні. Розташований у селі Старий Кривин Шепетівського району Хмельницької області на північній околиці села, повз парк проходить Південно-Західна залізниця.  
Площа 30,5 га. Статус надано згідно з постановою Ради Міністрів УРСР від 30.01.1969 року № 72-р. Перебуває у віданні Нетішинської міської громади. Статус надано для збереження давнього парку, як частини колишнього Кривинського маєтку Яблоновських (Кривинського палацу).

## Історія

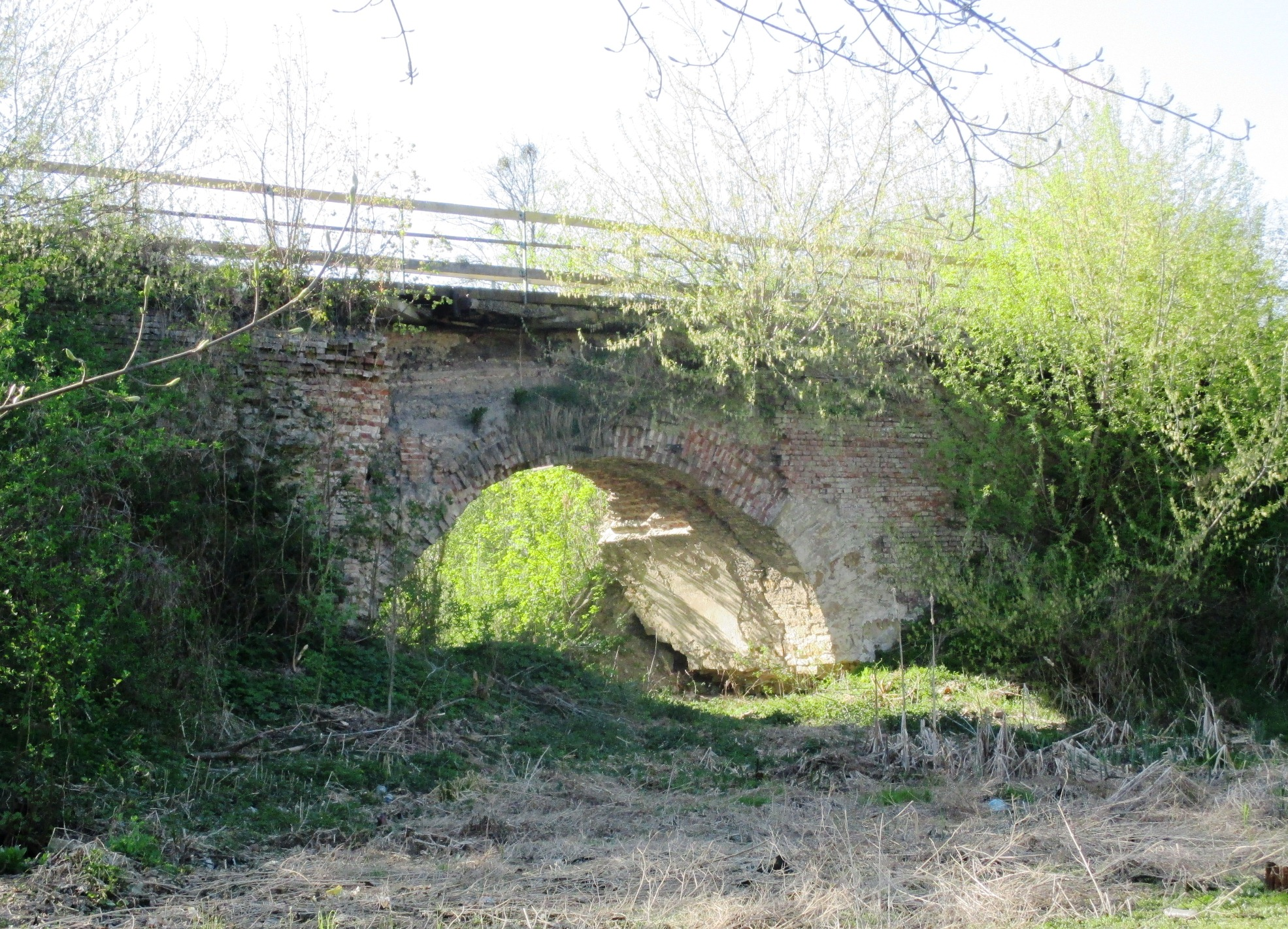
Старий в'їзд до парку (кам'яний міст через канал)

Кривинський парк був створений у другій половині 1799–1800 рр.  Для створення парку тодішній власник Кривина Антоній Барнаба Яблоновський запросив модного на той час знаменитого ірландського майстера садово-паркового мистецтва Діонісія МакКлера, він зумів шмат землі з пісковим ґрунтом перетворити на один з найгарніших куточків Волині. Польський історик Роман Афтаназій називає кривинський парк (сад англійського стилю) одним із найкращих на Волині. Основними деревними породами парку є: сосна, липа, граб, ясен, сосна чорна. В'їзд до парку був через великий кам'яний міст, через канал, який зберігся дотепер.

## Галерея

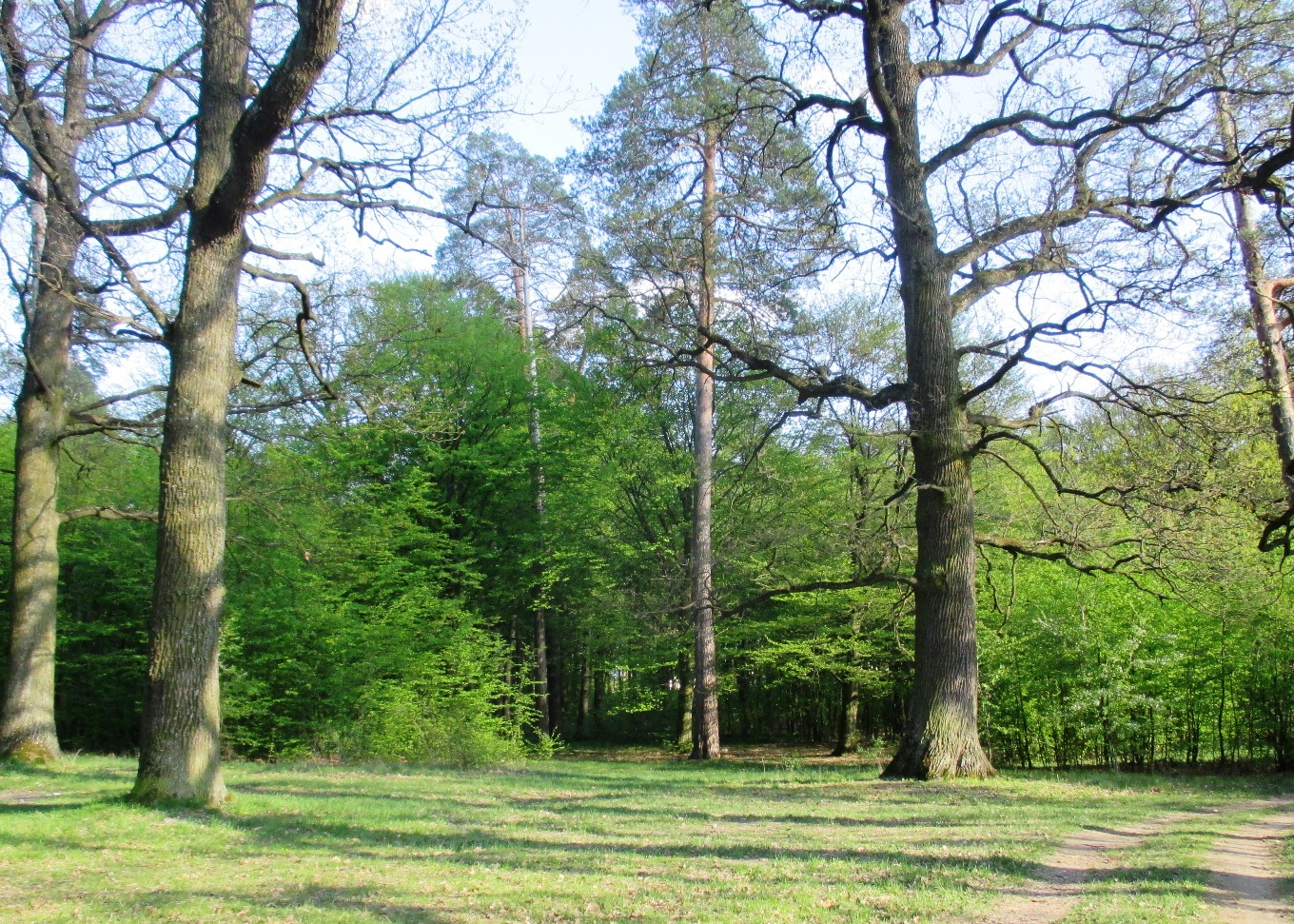
Західна частина парку
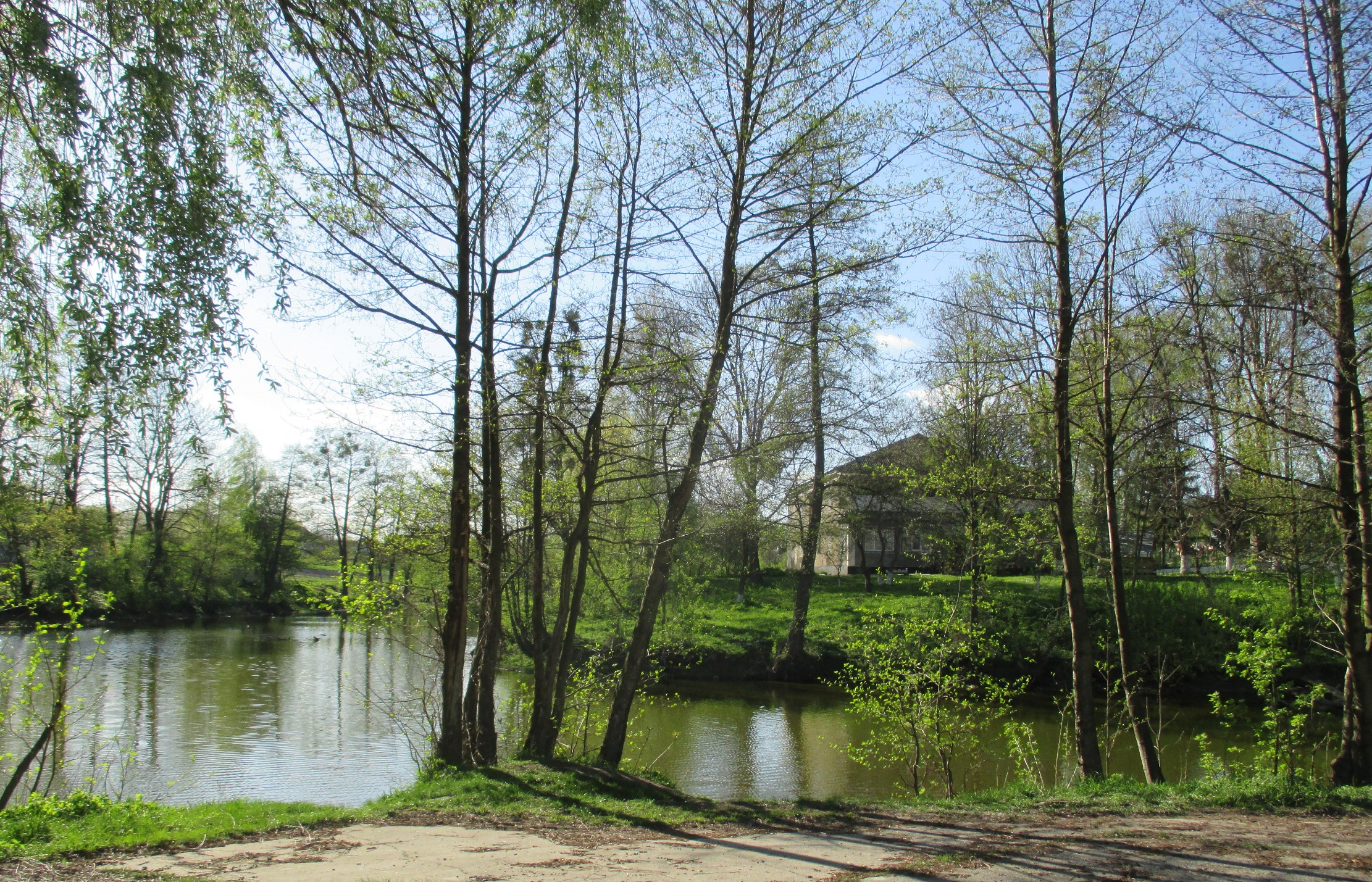
Канал навколо колишнього маєтку Яблоновських (південна сторона парку)
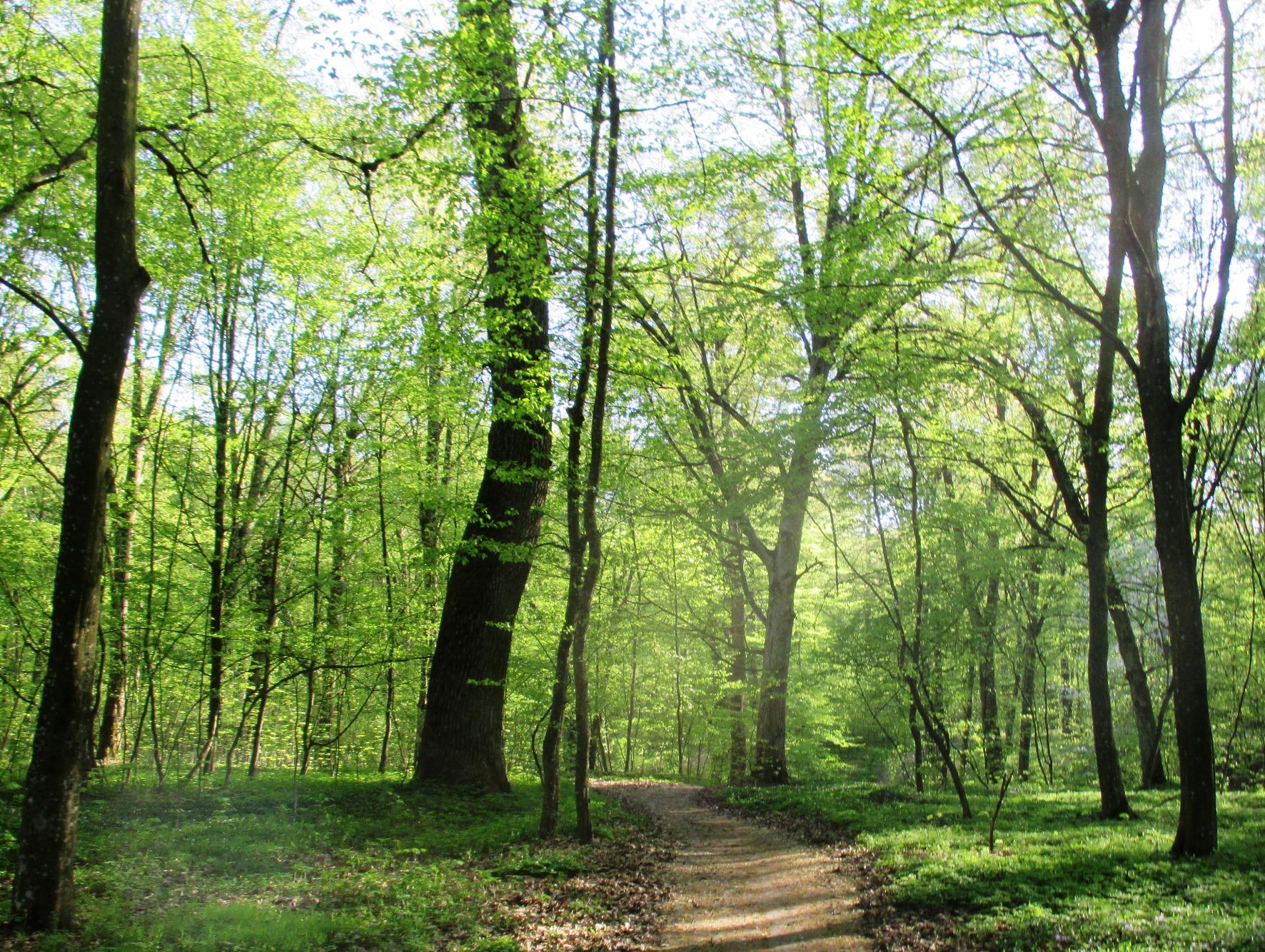
Пішохідна дорога через парк до залізничної станції Кривин
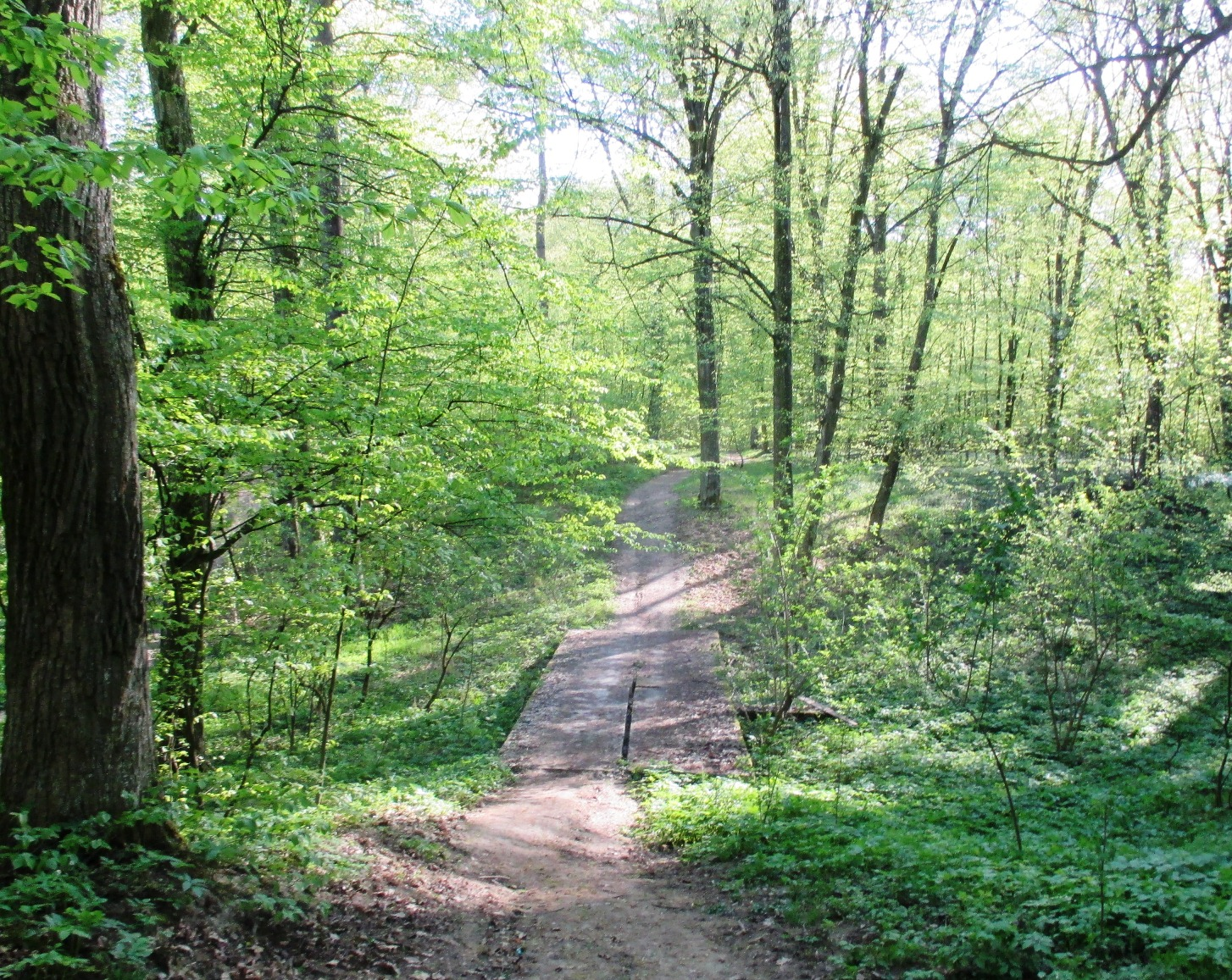
Міст через канал (доріжка до залізничної станції)
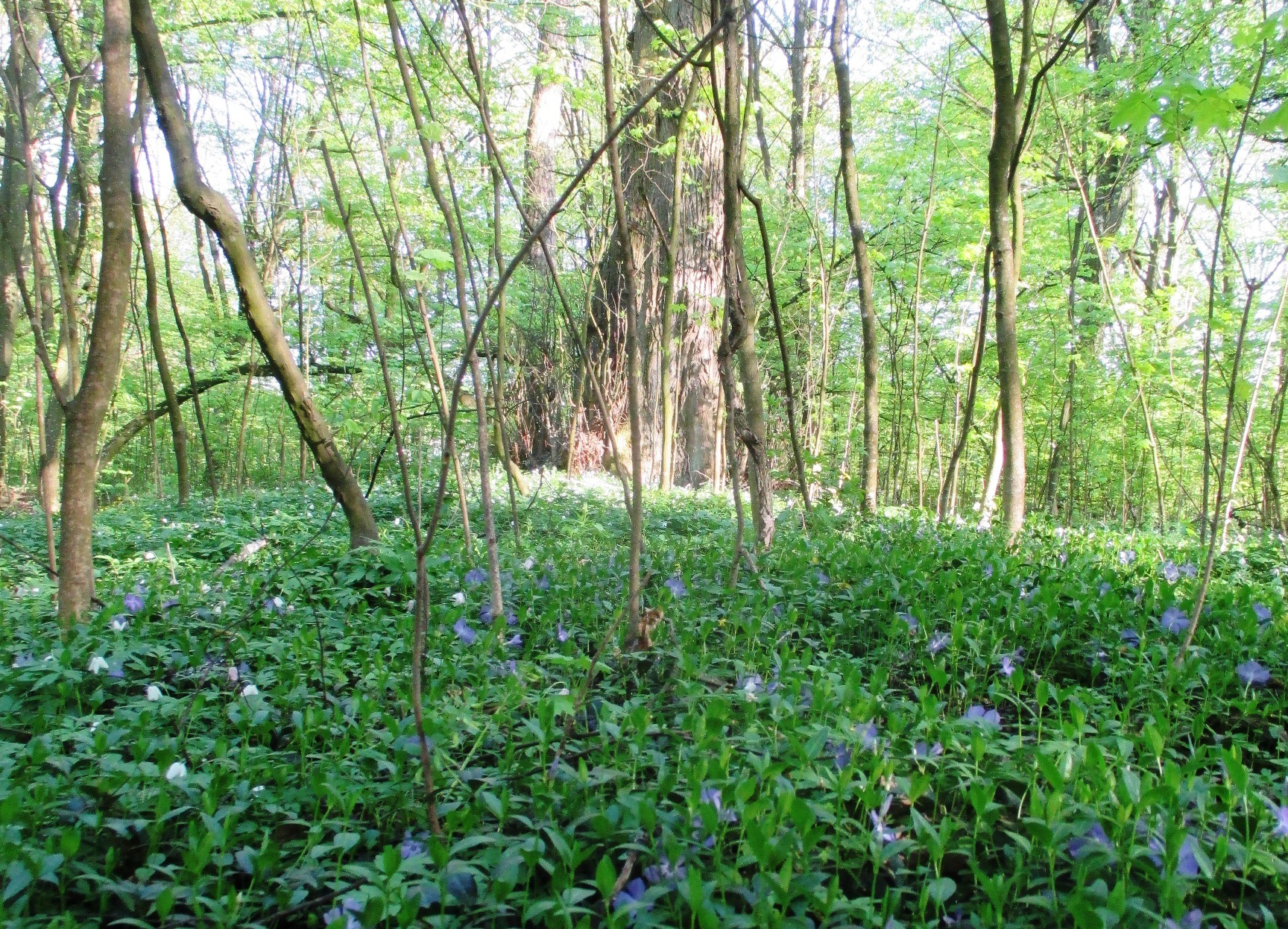
Східна частина парку (цвіте барвінок)
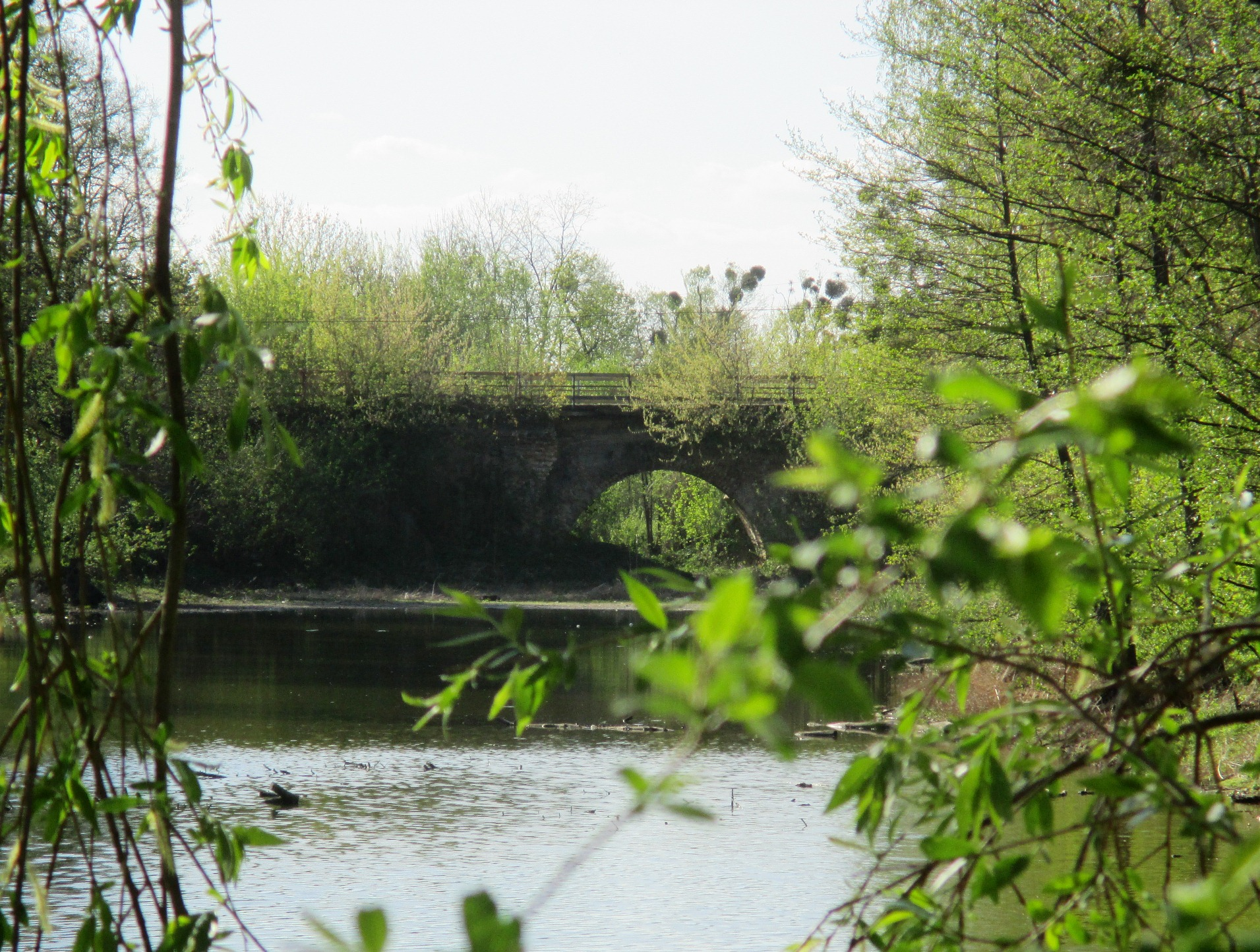
Старий кам’яний міст до парку (нині пішохідний)
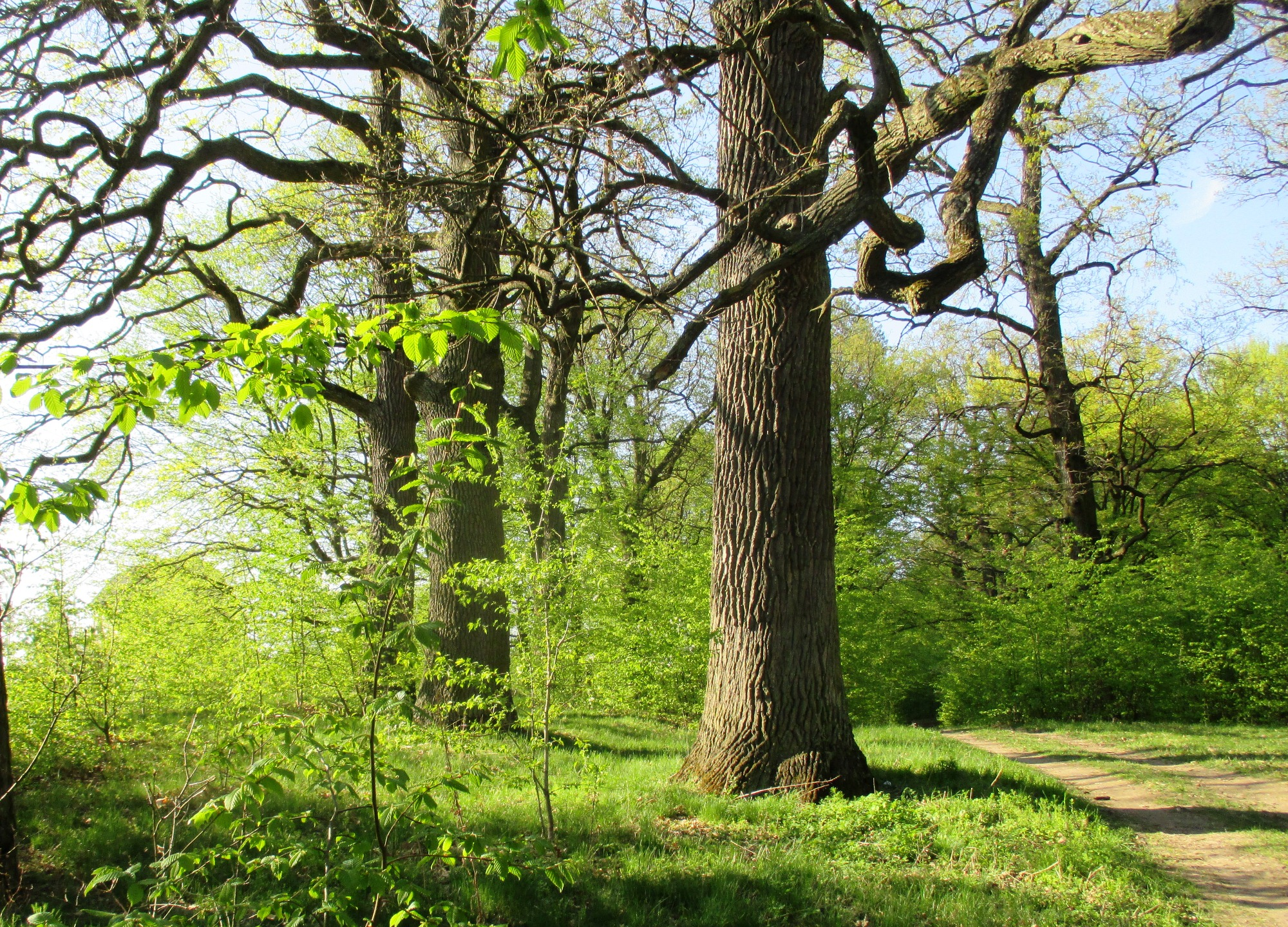
Старі дуби (західна частина парку)
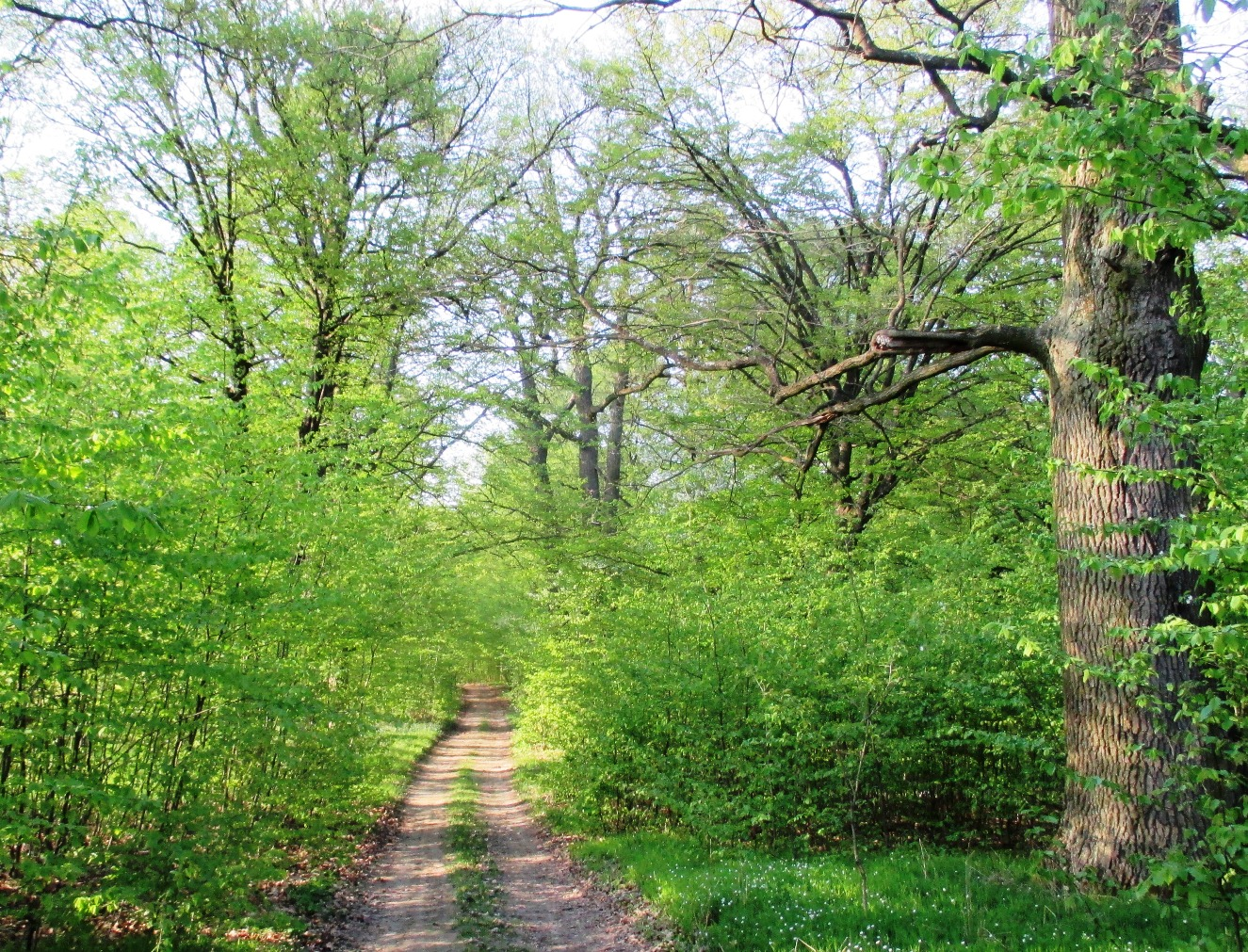
Дорога через парк (західна частина парку)